# St. Martin (Illnau-Effretikon)

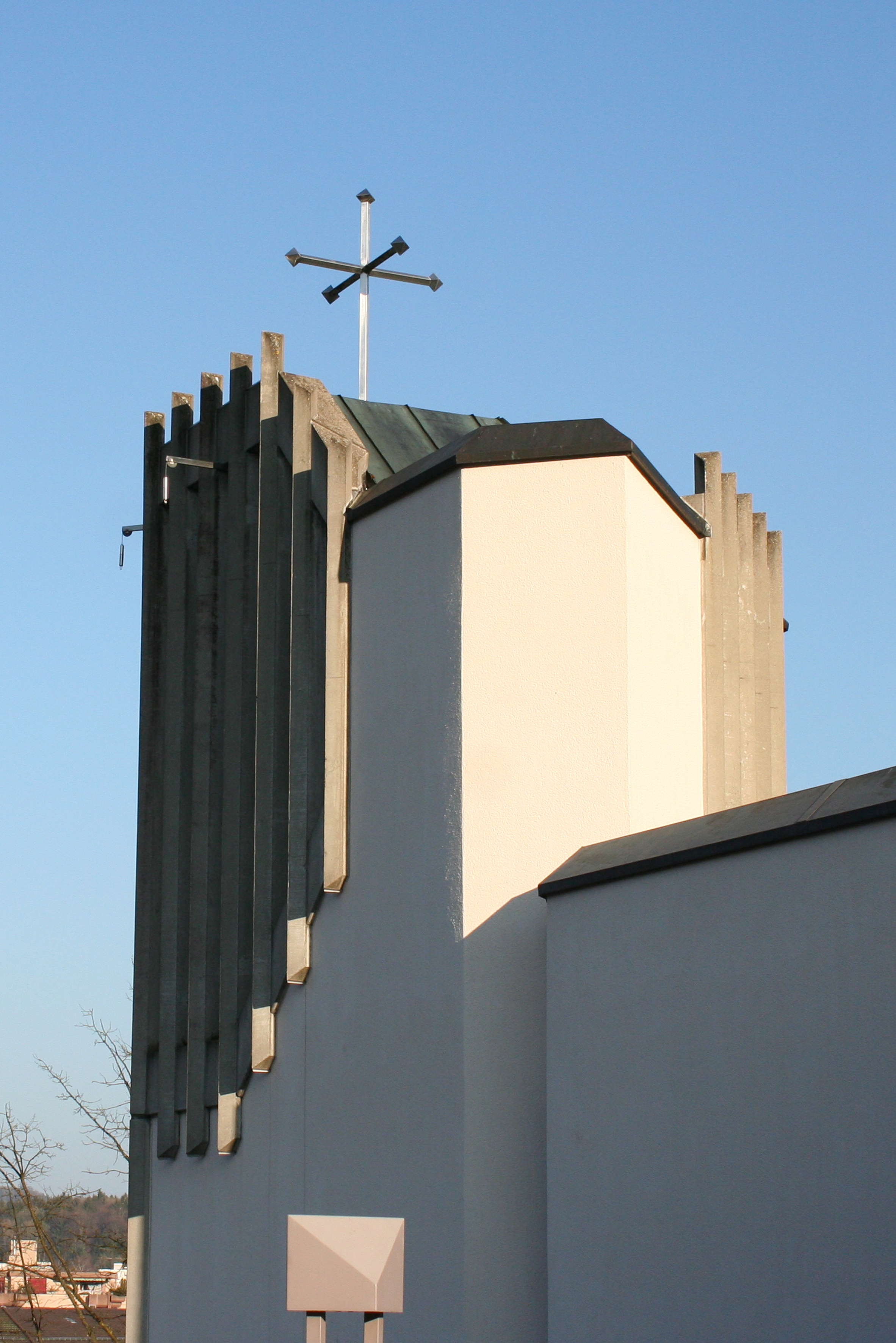
St. Martin, Kirchturm

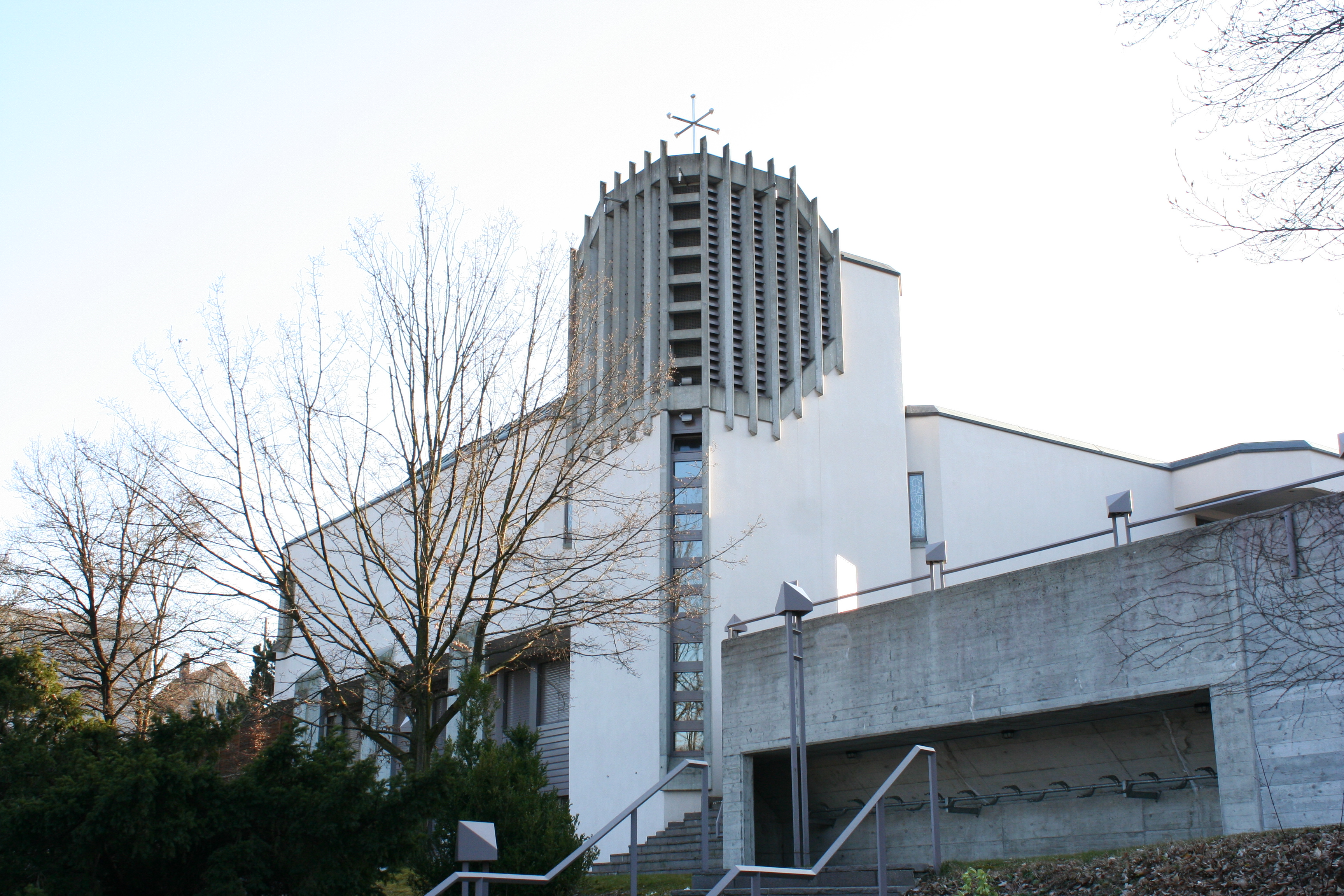
Aussenansicht

Die Kirche St. Martin ist die römisch-katholische Pfarrkirche von Illnau-Effretikon im Zürcher Oberland. Sie steht an der Birchstrasse 20. Die dazu gehörige Kirchgemeinde ist zuständig für die Orte Illnau-Effretikon, Brütten und Lindau.

## Geschichte

### Vorgeschichte und Namensgebung
Im Mittelalter war Effretikon kirchgenössig nach St. Martin in Illnau. Wegen dieser mittelalterlichen Kirche wurde auch die heutige Pfarrkirche nach dem Hl. Martin von Tours benannt. Nach der Reformation in Zürich ab dem Jahr 1523 waren katholische Gottesdienste im Gebiet des heutigen Kantons Zürich verboten, weshalb die Kirche St. Martin fortan für reformierte Gottesdienste verwendet wurde. Erst im Jahr 1807 wurde im Kanton Zürich der katholische Ritus wieder erlaubt, zunächst jedoch nur in der Stadt Zürich. Bei der Gründung der modernen Eidgenossenschaft im Jahr 1848 wurde in der Verfassung die Glaubens- und Niederlassungsfreiheit verankert, sodass der Aufbau katholischer Gemeinden im ganzen Kanton Zürich möglich wurde. Aufgrund der Industrialisierung, die im Kempttal zahlreiche Arbeitsstellen schuf, zogen in der Folge Menschen aus katholischen Gebieten aus der Zentralschweiz, der Ostschweiz, aber auch aus dem nahen Ausland in die Region. Bereits im Jahr 1813 hatten 50 in der Stadt Winterthur wohnhafte Katholiken an die Toleranz der Stadtväter appelliert, jedoch erst im Jahr 1862, als das Kloster Rheinau aufgehoben wurde und die weitere Verwendung dessen Vermögens durch den Kanton Zürich gesetzlich geregelt wurde, durfte in Winterthur der erste katholische Gottesdienst seit der Reformation stattfinden. Das sog. Erste zürcherische Kirchengesetz aus dem Jahr 1863 anerkannte neben Zürich auch die katholischen Kirchgemeinden in Winterthur, Rheinau und Dietikon (die letzten beiden waren traditionell katholische Orte), sodass in Winterthur eine katholische Gemeinde aufgebaut werden durfte. Im Jahr 1868 wurde die neu erbaute Kirche St. Peter und Paul im Beisein von Vertretern der kantonalen Regierung samt Staatsschreiber und Dichter Gottfried Keller sowie des Stadtrats von Winterthur eröffnet. Die Gründung weiterer Pfarreien im Kanton wurde jedoch staatlich nicht anerkannt, weshalb diese auf privat- und vereinsrechtlicher Basis aufgebaut werden mussten, darunter auch die Diasporapfarrei St. Josef in Grafstal. Die Diasporapfarrei in Grafstal lag zwischen den um 1900 bereits existierenden Pfarreien St. Peter und Paul Winterthur und Herz Jesu Zürich-Oerlikon. Diese beiden Pfarreien bestimmten den Aufbau der Diasporapfarrei in Grafstal.

### Die Gemeinde
Von beiden Pfarreien aus wurden die ersten Katholiken, die wegen der Arbeitsstellen ins Kempttal gezogen waren, betreut. Von der Pfarrei Herz Jesu Zürich-Oerlikon aus erfolgte im Jahr 1902 der Ankauf eines kleinen Gebäudes, in dessen Untergeschoss erstmals seit der Reformation in Grafstal wieder katholische Gottesdienste stattfanden. Die Diasporapfarrei Grafstal war zur Zeit ihrer Errichtung eine der grössten im Kanton Zürich. Im Jahr 1903 wurde diese Gottesdienststation der Pfarrei St. Peter und Paul Winterthur zugeteilt, nachdem die Notkapelle am 31. August 1903 benediziert wurde. Da die Firma Maggi viele katholische Arbeiter beschäftigte, schenkte die Firma im Jahr 1926 das Grundstück für den Bau der heutigen Kirche St. Josef samt Pfarrhaus in Grafstal. Am 2. September 1928 wurde die Kirche St. Josef benediziert. Die Diasporapfarrei war in dieser Zeit für die Katholiken von Lindau, Illnau-Effretikon und Brütten sowie weiteren umliegenden Gemeinden zuständig.
Der Bischof von Chur, Joseph Bonnemain hat 2022 eine Voruntersuchung gegen die ehemaligen Gemeindeleiterin Monika Schmid eingeleitet und ihr jegliche weitere seelsorgerische Tätigkeit untersagt. Sein Vorwurf lautete auf „liturgischen Missbrauch" in ihrem Abschiedsgottesdienst, da sie am Altar das Hochgebet mitgesprochen habe. Nach Abschluss der Untersuchung verhängte er lediglich eine formelle „Warnung“ an die Akteure dieser „Konzelebration“, da nach Prüfung der Fakten „bei dieser Feier kein schwerwiegender liturgischer Verstoß stattgefunden“ habe und gemäß dem kanonischen Recht kein Strafverfahren erforderlich.“.

### Entstehungs- und Baugeschichte

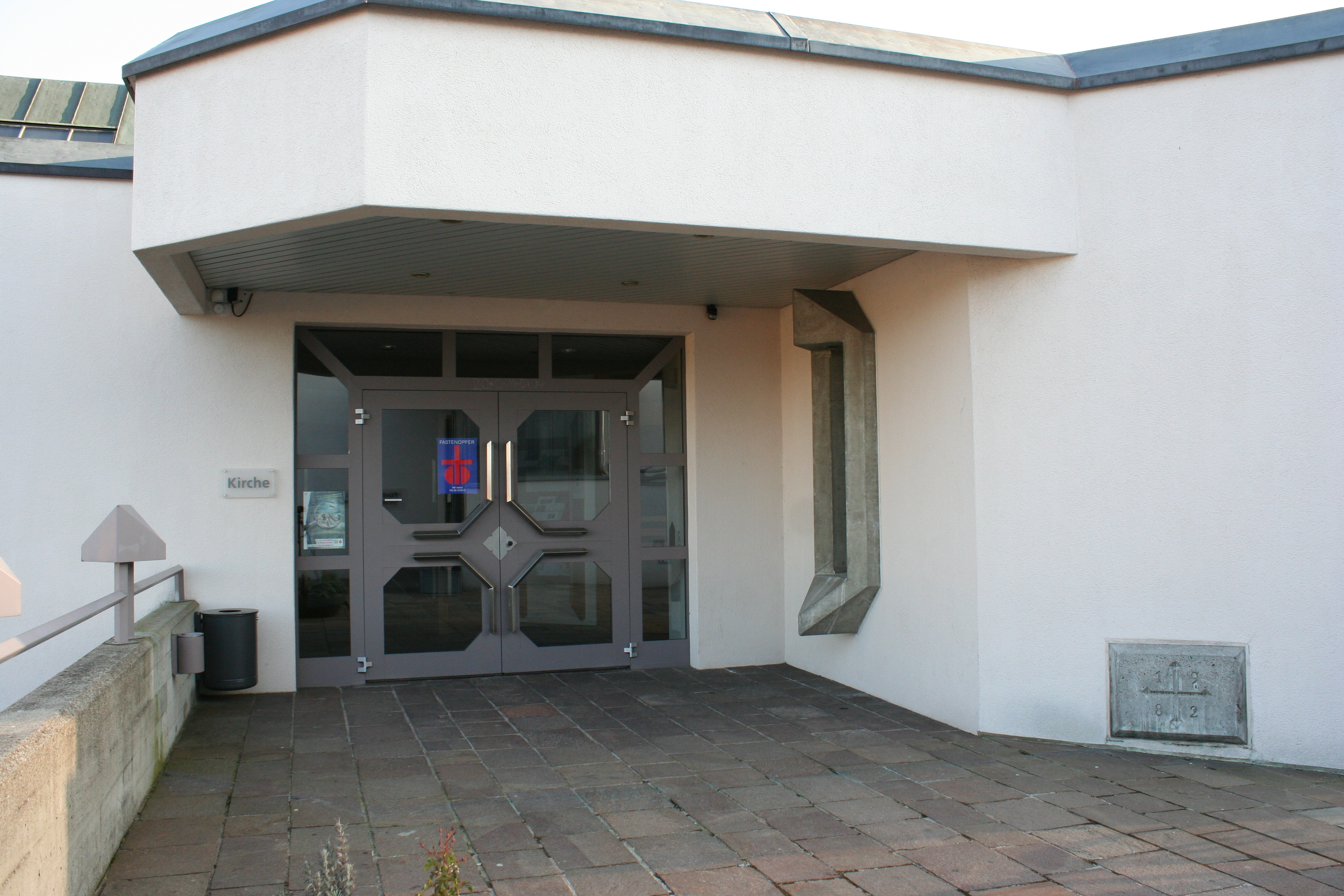
Eingangsportal

Schon im Jahr 1928 gab es erste Bestrebungen, in Effretikon eine katholische Kirche zu bauen. 1934 wurde in Effretikon auf dem heutigen Rebbuck das Bauland für eine Kirche erworben. Als die reformierte Kirchgemeinde nach dem Zweiten Weltkrieg einen Bauplatz für eine neue reformierte Kirche suchte, wurde immer wieder das Bauland der Katholiken auf dem Rebbuck ins Spiel gebracht. Man war der Ansicht, eine katholische Kirche auf dem Hügel würde nicht ins traditionell reformierte Effretikon passen. Die Katholiken ihrerseits waren sich bewusst, dass die Erschliessung des Baugrunds auf dem Rebbuck die Kosten für eine katholische Kirche in die Höhe treiben würde. Die katholische Seite zeigte sich deshalb bereit, der reformierten Kirchgemeinde das Land auf dem Rebbuck abzugeben, wenn diese im Gegenzug für ein geeignetes Bauland für eine katholische Kirche sorgte. Nach Verhandlungen und Tauschlandbegehungen fand per 3. November 1954 der Landtausch statt. Hierbei erhielt der katholische Diözesan-Kultusverein Chur das Bauland für die künftige katholische Kirche an der Lindauerstrasse. Im Jahr 1955 wurde die Kirchenstiftung St. Martin gegründet, die zum Ziel hatte, in Effretikon eine katholische Kirche auf dem erworbenen Bauareal zu errichten. Der in den folgenden Jahren durchgeführte Architekturwettbewerb wurde vom Architekten Karl Higi, Zürich gewonnen. Da jedoch die finanziellen Mittel für den Bau dieser Kirche fehlten, wurde zunächst der Bau einer Notkirche mit Pfarrwohnung vorgezogen. Dieser Bau sollte so gestaltet sein, dass die Notkirche nach dem Erstellen der eigentlichen Kirche als Pfarreisaal weiter verwendet werden konnte. Dieses Prinzip war auch in bei der Notkirche und der späteren Kirche St. Mauritius Regensdorf geplant. Der gleiche Architekt, der die Notkirche von Regensdorf errichtete, wurde auch für den Bau der Notkirche von Effretikon verpflichtet, es handelte sich um Richard Krieg aus Regensdorf. Bis zur Fertigstellung der Notkirche in Effretikon fanden ab dem 14. Mai 1958 im Saal des Schlimpergschulhauses die ersten Gottesdienste statt. Die fertiggestellte Notkirche wurde ab dem Jahr 1962 in Gebrauch genommen. Mit Leihgaben und Geschenken wurde sie zweckmässig ausgestattet. Am 22. Dezember 1963 weihte Generalvikar Alfred Teobaldi die Notkirche ein. Daraufhin wurden im Jahr 1964 die pfarreilichen Rechte von Grafstal nach Effretikon übertragen. Nach der öffentlich-rechtlichen Anerkennung der katholischen Kirche im Kanton Zürich im Jahr 1963 konnten Kirchensteuern eingetrieben werden. Dadurch war auch in Effretikon an die Realisierung der eigentlichen Pfarrkirche zu denken. Am 2. Februar 1971 trat erstmals die Planungskommission für den Bau der Pfarrkirche zusammen. Architekt Richard Krieg, der bereits die Notkirche erbaut hatte, wurde gebeten, eine Projektstudie mit oder ohne Einbezug der Notkirche zu verfassen. Nach weiteren Abklärungen wurde im Jahr 1975 ein erneuter Architekturwettbewerb ausgeschrieben. Die Architekten Karl Higi (Erbauer des Klosters Ingenbohl, Kirche Allerheiligen Zürich-Neuaffoltern und Kirche Heilig Geist Zürich-Höngg), Richard Krieg (Erbauer der Kirche St. Mauritius Regensdorf und der Notkirche in Effretikon), Walter Moser (Architekt des Klosters Ilanz, der Kirche Maria Hilf Zürich-Leimbach und St. Niklaus Hombrechtikon) sowie André M. Studer (Erbauer der Kirchen St. Andreas Uster und St. Elisabet Kilchberg) nahmen am Wettbewerb teil. Neben den erwähnten Architekten gab das lokale Architekturbüro Fuchs und Moos, Illnau ebenfalls ein Projekt ein. Die Jury gab dem Entwurf von Karl Higi den ersten Platz, den zweiten Platz erhielt der Entwurf von Fuchs und Moos. Nach einer Überarbeitung der beiden Projekte erhielt dasjenige von Fuchs und Moos den Zuschlag. Am 25. April 1979 bewilligte die Kirchgemeindeversammlung den Detailprojektierungskredit und setzte eine Baukommission ein. Am 24. September 1980 wurde von der Kirchgemeindeversammlung der Kredit für den Kirchbau bewilligt. Am 9. August 1981 erfolgte der erste Spatenstich, am 25. April 1982 die festliche Grundsteinlegung. Am 29. August 1982 wurden die Glocken geweiht und in den Turm aufgezogen. Bis Mai 1983 wurde der Bau vollendet und am 26. Juni 1983 vom Bischof von Chur, Johannes Vonderach, eingeweiht.
Die Pfarrei St. Martin ist mit ihren 5'355 Mitgliedern (Stand 2021) eine der grösseren katholischen Kirchgemeinden des Kantons Zürich. Zur Kirchgemeinde gehört auch die ehemalige Pfarrkirche St. Josef in Grafstal, einem Ortsteil von Lindau.

## Baubeschreibung

### Äusseres und Kirchenglocken
Die Kirche samt Pfarrhaus und Pfarreizentrum befindet sich im Ortsteil Effretikon zwischen der Birch- und der Gestenrietstrasse in unmittelbarer Nähe von Bahnhof und Einkaufszentrum. Da das Gelände nach Osten abfällt, erhält das Bauensemble eine stattliche Höhe, sodass auf einen hoch aufragenden Kirchturm verzichtet werden konnte. Die Glockenstube befindet sich an der nördlichen Ecke der Kirche und überragt diese nur um wenige Meter. Die Kirche kann von der höher gelegenen Birchstrasse praktisch ebenerdig erreicht werden, während von der Gestenrietstrasse her eine Treppenanlage zum Pfarreizentrum und der darüber liegenden Kirche führt. Das Pfarrhaus befindet sich gegenüber der neuerbauten Kirche samt Pfarreizentrum. Beim Bau der neuen Kirche wurde die ehemalige Notkirche in einen Saal umgewandelt, der sich unterhalb des Pfarreisekretariats befindet. Damit der Zugang zum Altbau von den neuen Räumlichkeiten und von der Kirche her auf direktem Wege gewährleistet ist, wurde die Ausrichtung der ehemaligen Notkirche um 180 Grad gedreht.
Die Baukommission entschied in Zusammenarbeit mit der Glockengiesserei H. Rüetschi, Aarau für die Kirche ein vierstimmiges Geläute zu beschaffen, welches den Anfang des Salve Regina erklingen lässt. Die bereits von der Notkirche vorhandene Glocke mit den Schlagton c‘ wurde in das neue Geläute integriert. Am 29. Januar 1982 wurden die drei neuen Glocken in Aarau gegossen. Der Patron der Kirche, der hl. Martin, war der Namensgeber der grössten Glocke, der hl. Josef wurde für die dritte Glocke als Namenspatron gewählt, um an die Herkunft der Pfarrei von der einstigen Missionsstation Grafstal zu erinnern, welche dem hl. Josef geweiht ist. Wunibald als Schutzpatron der Bauleute gab der vierten Glocke ihren Namen.
| Nummer | Gewicht | Ton | Widmung      | Inschrift                                                                                                 |
| ------ | ------- | --- | ------------ | --- |
| 1      | 1120 kg | es  | Hl. Martin   | Benedicamus patrem per filium in spiritu sancto = Preisen wir den Vater durch den Sohn im Heiligen Geist. |
| 2      | 630 kg  | g   | Maria        | Mein Dienst geschehe nach deinem Wort.                                                                    |
| 3      |         | b   | Hl. Josef    | Baue Gott dein Haus mit uns.                                                                              |
| 4      |         | c   | Hl. Wunibald | |

### Innenraum und künstlerische Ausstattung

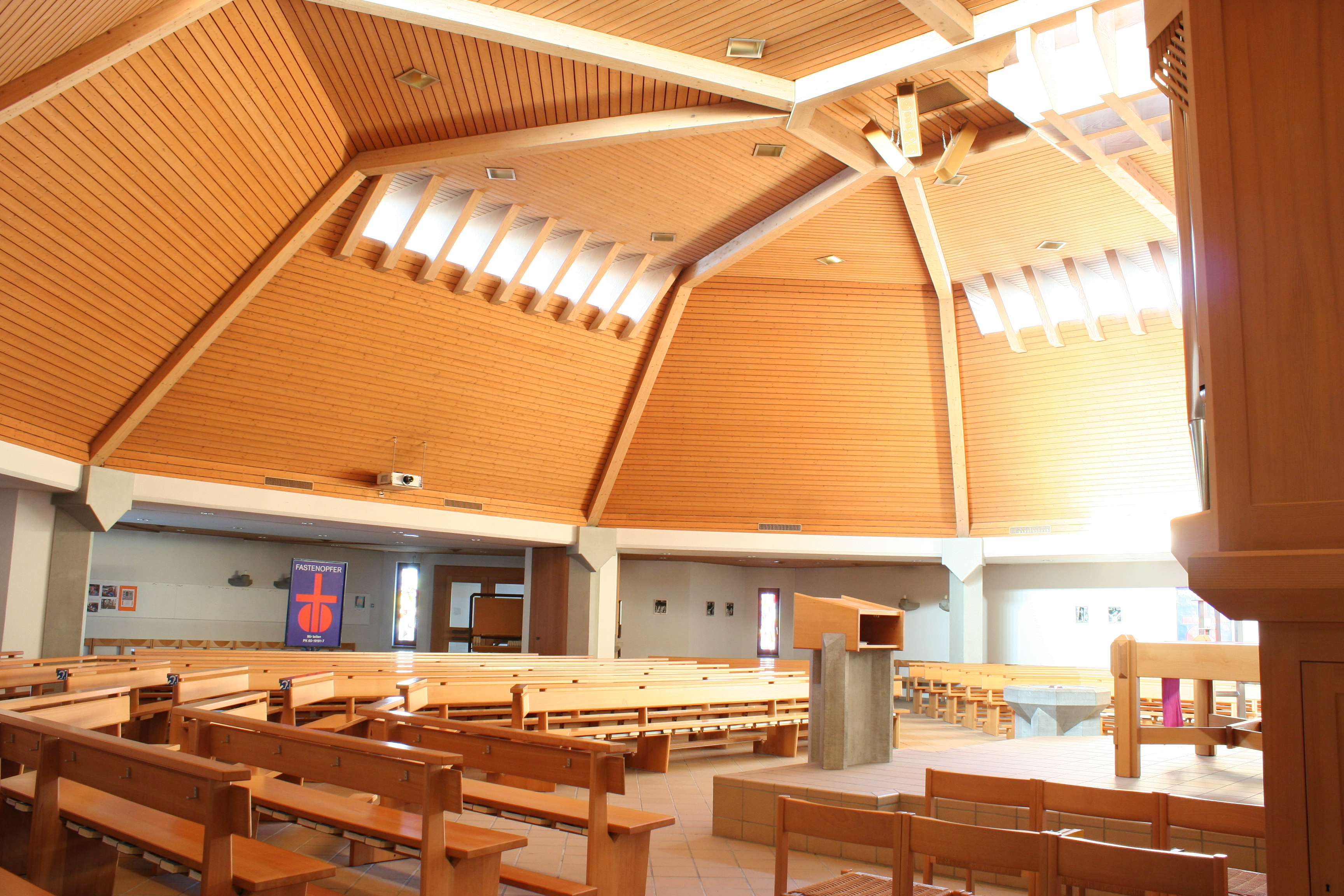
Innenansicht

Die Kirche St. Martin wird in ihrem Innern von den Materialien Holz und Stein geprägt. Das Holz verleiht dem Kirchbau Wärme und Freundlichkeit, der Stein dagegen vermittelt Würde. Die Lichtführung in der Kirche lässt den Blick des Betrachters nach oben, zum Himmel schweifen. Die Kirche besitzt nur wenige ebenerdige Fenster, die mit Buntglas bestückt sind. Der Grossteil des Lichts fällt durch für den Betrachter verborgene Lichtschlitze von oben herab auf den Altarraum, dessen Bedeutung durch die Lichtführung hervorgehoben wird. Altar und Ambo wurden gemäss den Vorgaben des Zweiten Vatikanischen Konzils als gleichberechtigte Orte gestaltet. Der Altar als Tisch des Mahles besteht aus Holz, der Ambo als Tisch des Wortes ruht auf einem Betonsockel und zeigt den Bezug von Ambo und Altar durch eine ähnliche Formensprache und durch die Verwendung des gleichen Materials Holz. Die Metallarbeiten in der Kirche stammen vom Rapperswiler Goldschmied Hansjörg Domeisen, so auch Tabernakel, Kerzenträger und Vortragskreuz. Der Tabernakel erinnert in seiner Form an die traditionellen Sakramentshäuschen. Er befindet sich auf der linken Seite der Altarwand und besteht aus Winterthurer Sandstein. Die Deckplatten des Tabernakels sind aus Bronze und zeigen auf der einen Seite den Auferstandenen und auf der anderen Seite Christus mit den Emmaus-Jüngern. Die Auferstehung Christi gilt in der katholischen Kirche als Voraussetzung dafür, dass Jesus Christus im geweihten Brot bei der feiernden Gottesdienstgemeinde real präsent ist. Die Darstellung der Emmausjünger ist ein zweiter Verweis auf die Eucharistiefeier, für die der Tabernakel als Aufbewahrungsort des bereits geweihten Brotes Verwendung findet. Besonders am Tabernakel ist auch, dass dieser nicht mittels einer zweiteiligen Türe geöffnet wird, sondern beim Öffnen des Tabernakels wird die ganze Tabernakel-Kassette herausgezogen und auf einem Kugellager beliebig weit ausgedreht. Durch diese Konstruktion wird verhindert, dass die beiden inhaltlich zusammenhängenden Reliefs des Tabernakels geteilt werden. Den Chorraum vervollständigt ein Kerzenträger, eine Plastik in Form eines Dornbusches, aus dem einst Gott zu Moses sprach. Dieser Kerzenträger besitzt sieben Arme, die Bezug nehmen auf die heilige Zahl sieben. Der Hauptträger hält die Osterkerze. Durch den Verweis auf den brennenden Dornbusch möchte der Kerzenträger daran erinnern, dass Gott den Menschen aus dem Elend führt, wie Jahwe aus dem brennenden Dornbusch Mose verheissen hat: „Ich habe mich entschlossen, euch aus dem Elend Ägyptens herauszuführen.“ Der Taufbrunnen ist achteckig und erinnert durch fliessendes Taufwasser an Christus als lebendiges Wasser (Johannes 4). Die Apostelkerzen sind um den Kirchenraum herum gruppiert. Die Glasfenster, die in den Wänden des ganzen Kirchenraumes eingelassen sind, wurden von Jost Blöchlinger gestaltet. Da das Projekt dieser Kirche im Architekturwettbewerb den Namen „Feu“ getragen hatte, findet sich das Element Feuer als Symbol für die Nähe Gottes auch in der Gestaltung des Kirchenraums wieder. So zeigen die Fenster in abstrakter Form das Feuer des alttestamentlichen Noahbundes sowie des neutestamentlichen Feuers des Heiligen Geistes. Eine Besonderheit stellt das Buntglasfenster in der Mitte der Altarwand dar, welches in Form eines Kreuzes gestaltet wurde. Die Farben Weiss, Gelb und Rot verdeutlichen die Erlösung der Menschen durch die Kraft des Kreuzes und die Feier der Sakramente. Der Stachel des Kreuzes wird im Kreuz „durch die spitze, aggressive, rote Form in der Mitte zum Ausdruck gebracht. Dieser löst sich auf in österliches Gelb bis hin zum Weiss des hellsten, reinen Lichtes. Überwindung von Schmerz und Tod.“ Im Kirchenraum links und rechts vom Altar werden rechts die Gottesoffenbarung des Mose im brennenden Dornbusch gezeigt, links das Opfer Noahs nach der Sintflut. Dem Kirchenraum angeschlossen ist ein kleinerer Andachtsraum. Die beiden Glasfenster in diesem Andachtsraum tragen die Titel „Licht im Finstern“ und „Feuer des Himmels“. Jost Blöchlinger schreibt dazu: „Aus blauen, blaugrünen und violetten Farbtönen spendet ein Stern in einer sehr freien Form sein mildes Licht ins Dunkel.“ Im zweiten Fenster ist die Sonne als Zentrum des Universums zu erkennen. Unten sind der Mond, darüber Saturn, Mars, Merkur, Venus und Jupiter dargestellt. Jost Blöchlinger schreibt dazu: „Zusammen mit der Sonne bilden diese die sieben alten Planeten der astrologischen Weltschau.“ In den beiden Beichtzimmern finden sich die zwei letzten Glasfenster. Sie heissen „Sprengung der Kette“ und „Das aufbrechende Osterlicht“ und verweisen auf das Sakrament der Beichte. Beim Abgang von der Kirche zu den Pfarreiräumen befindet sich ein profanes Glasfenster, ebenfalls von Jost Blöchlinger geschaffen.

### Orgel

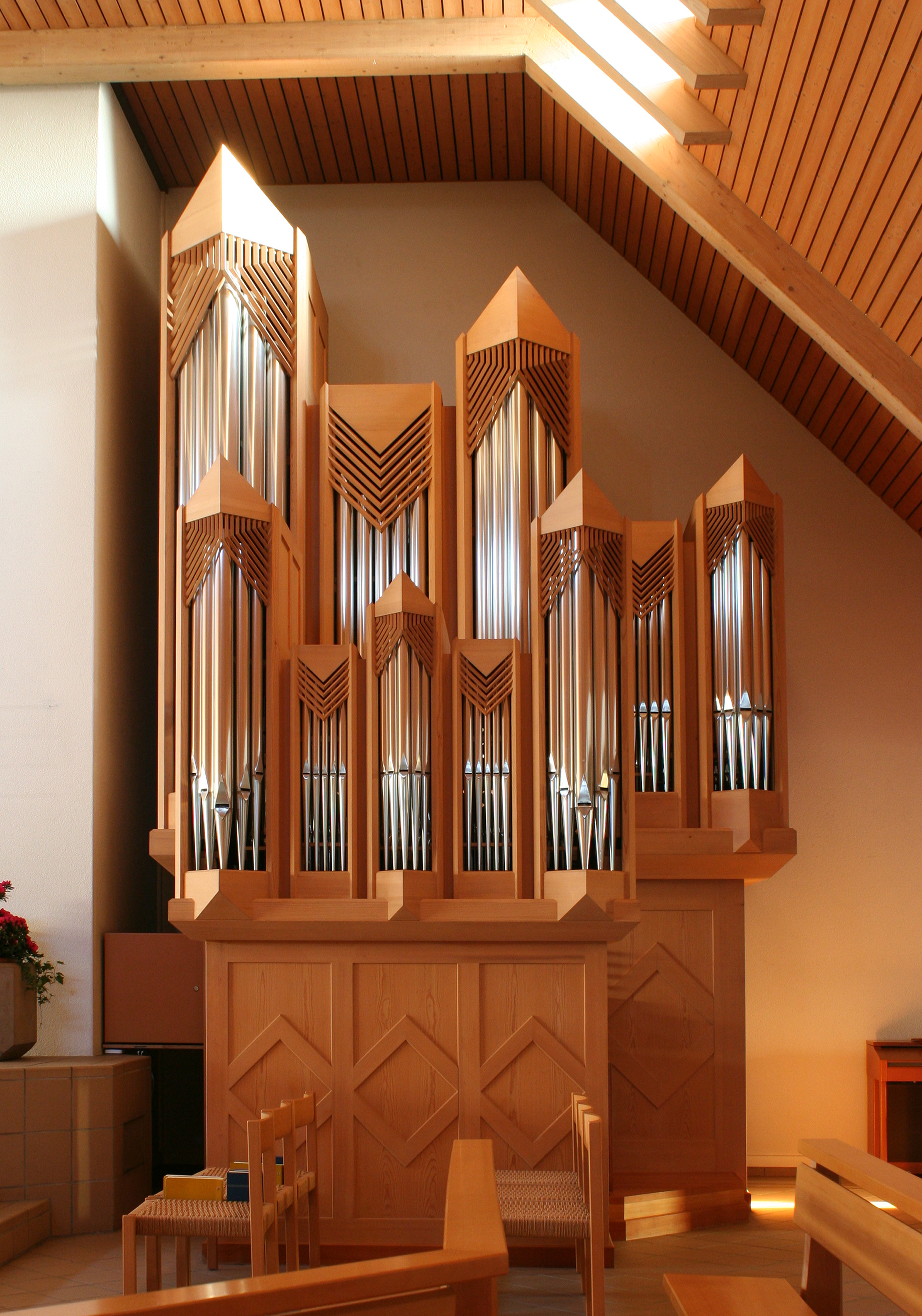
Mathis-Orgel von 1984

Die mechanische Orgel stammt aus dem Jahr 1984 und besitzt 18 Register auf zwei Manualen samt Pedal. Gebaut wurde sie von der Firma Mathis.
| I Hauptwerk C–g3 |       |
| Principal        | 8′    |
| Koppelflöte      | 8′    |
| Harfpfeife       | 8′    |
| Octave           | 4′    |
| Sesquialter II   | 2 ⁄3′ |
| Octave           | 2′    |
| Mixtur III–IV    | 1 ⁄3′ |

| II Rückpositiv C–g3 |       |
| Gedackt             | 8′    |
| Principal           | 4′    |
| Rohrflöte           | 4′    |
| Flachflöte          | 2′    |
| Quinte              | 1 ⁄3′ |
| Cymbel              | 1′    |
| Krummhorn           | 8′    |
| Tremulant           |       |

| Pedal C–f1  |     |
| Untersatz   | 16′ |
| Bourdon     | 8′  |
| Octave      | 4′  |
| Holzposaune | 8′  |

- Koppeln: II/I, I/P, II/P